# Вознесенская церковь (Нижний Новгород)
Церковь Вознесения Господня на Ильинке — православный храм в Нижнем Новгороде, в историческом центре районе Започаинье, на Ильинской улице. Относится к Нижегородскому благочинию Нижегородской епархии Русской православной церкви.

## История
Издавна стоявший на оживлённом пересечении торговых путей (из Москвы, Владимира и Мурома в Понизовье, из Арзамаса — в Балахну и Ярославль, из Казани и Сибири — в центр России) Нижний Новгород имел развитую систему ямской государевой службы. В XVI—XVII веках ямские слободы располагались в районе Започаинья по сторонам Ильинской улицы, занимая обширные территории. В слободах были выстроены дворы гонщиков с огородами, садами и просторными выгонами для лошадей.
Ямщики, обязанные перевозить государственные грузы и государевых людей, находились в привилегированном положении: не платили податей; были неподсудны местным воеводам (могли быть судимы только по челобитным в Москве и только два раза в году в Ямском приказе); имели право заниматься ремёслами и промыслами, развозя продукцию на своих же подводах; могли беспошлинно варить пиво для собственного хозяйства. В тот период ямщики считались состоятельным сословием.
В конце XVI века в Нижнем Новгороде насчитывалось только 50 ямщиков, но к середине XVII века в связи с возросшим грузопотоком в Започаинских ямских слободах было выстроено уже 138 нетягловых дворов, с общим числом гонщиков — 320 душ.
В центре ямских слобод стояла рубленая приходская церковь. В 1621—1622 годах о ней писали в источниках:
«на Ильинской Большой Московской проезжей улице, в Ямской слободе, церковь Вознесения Христова деревяна, клетцки, с папертью. А в церкве: образ местный Вознесение Господа нашего Исуса Христа в киоте на красках, да на тябле деисус… да на колоколнице два колокола. А церковь и в церкве образы и книги, и колокола — строенье мирское».
В середине XVII века церковь была перестроена и в честь этого ктитор-священник на свои средства заказал напрестольный крест с посвящением: «Лета 7154 (1646), месяца января в 23 день, на память священномученика Климента, епископа Анкирскаго, и Агафангела, обложен сей честный и животворящей крест Господень серебром и позлатил Нижняго-Новгорода Вознесенской церкви поп Ануфрий Климент».
Последний в XVII веке российский патриарх Адриан покровительствовал Вознесенской церкви: в 1694 году вложил в ризницу храма украшенный жемчугом и драгоценными камнями серебряный напрестольный крест, и завещал Евангелие, обтянутое зелёным бархатом и украшенное чеканным серебряным средником-распятием.
В начале XVIII века церковь горела дважды: в 1701 году и 25 июня 1715 года. После второго пожара была выстроена в течение месяца уже в камне. Ктитором был назначен казначей патриарха Адриана Тихон, который когда-то жил в нижегородской ямской слободе. Новая каменная церковь была типичной по архитектуре для Нижнего Новгорода того периода: одноглавой, с просторной трапезной и с шатровой колокольней над главным западным входом (по типу «корабль»). Своды и стены были расписаны изнутри фресками, установлены образы, написанные нижегородским иконописцем Иваном Епимаховым: Иоанна Предтечи (1718 год), Антипы, епископа Пергамского (1737 год), почитавшиеся нижегородцами чудотворными.
В приделе храма была установлена икона Божией Матери «Неопалимая Купина», которая должна была защитить храм от пожаров. Но это не помогло: каменная церковь горела несколько раз в начале XVIII века и лишь в 1748 году была восстановлена казной нижегородских ямщиков Григория и его сына Никиты Беспаловых. К середине XIX века храм пошёл многочисленными трещинами, а его скромный внешний вид не соответствовал возросшему значению Нижнего Новгорода, в который была переведена Макарьевская ярмарка.
К этому времени жившие возле храма роды ямщиков уже давно стали богатыми купцами: Николай Алексеевич Акинфиев и его жена вложили в ризницу Вознесенской церкви разнообразную серебряную и золотую утварь; наследник Беспаловых — купец Фёдор Николаевич Гущин — пожертвовал причту церкви крупный участок своей крепостной земли и 3 тысячи рублей на строительство нового храма. 8 апреля 1866 года Строительное отделение губернского правления утвердило место для будущей постройки. К этому времени прибыли в город и утверждённые императором план-фасады храма.
5 июня 1866 года Нижегородский епископ Нектарий в торжественной обстановке заложил первый камень в основание новой церкви и освятил место. Четырёхстолпный, двухсветный храм без колокольни был построен к концу 1872 года. Пять глав венчали кованные золочёные кресты, продолжалась отделка интерьеров «под мрамор», настилка мозаичных полов и установка трёхъярусного иконостаса, который согласился сделать резчик из Городца Иван Платонович Вознесенский. Образа писал нижегородский иконописец Дмитрий Андреевич Салабанов.
Весной 1875 года из старой церкви в новую перенесли всю утварь, а 22 мая на праздник Вознесения епископ Иоанникей освятил престол. Тем не менее, строительство всё ещё продолжалось. Лишь в 1877 году на ярусе звонницы разместили 8 колоколов.
В советский период церковь была закрыта. Последнее заседание приходского совета состоялось в 1925 году. В здании расположились складские помещения и отдел периодических изданий областной научной библиотеки. В подвале и колокольне — жилые квартиры.
В 2003 году в храме возобновились богослужения и начались восстановительные работы. В 2005 году отреставрирована колокольня, установлены купол и крест. По состоянию на 2021 год шли сборы средств на восстановление иконостаса.